# Oxyligyrus larssoni
Oxyligyrus larssoni är en skalbaggsart som beskrevs av S. Endrödi 1969. Oxyligyrus larssoni ingår i släktet Oxyligyrus och familjen Dynastidae. Inga underarter finns listade i Catalogue of Life.